# Othreis prattorum
Othreis prattorum är en fjärilsart som beskrevs av Louis Beethoven Prout. Othreis prattorum ingår i släktet Othreis och familjen nattflyn. Inga underarter finns listade i Catalogue of Life.